# TIF Viking Volleyball
TIF Viking Volleyball – norweski klub siatkarski z Bergen. Obecnie występuje w najwyższej klasie rozgrywkowej (Mizunoligaen).

## Nazwy klubu
- 1981–1990 – Ulriken VBK
- 1990–2016 – Nyborg VBK
- 2016- – TIF Viking

## Historia
Nyborg Volleyballklubb założony został 14 maja 1981 roku. W 1990 roku połączył się z Ulriken Volleyballklubb. Klub Ulriken od sezonu 1984/1985 występował w najwyższej klasie rozgrywkowej (wówczas pod nazwą 1. divisjon). Do momentu fuzji z Nyborgiem zdobył trzy mistrzostwa ligowe oraz trzy krajowe puchary. Nyborg VBK dziesięciokrotnie zdobył ligowe mistrzostwo i pięciokrotnie krajowy puchar. Po zakończeniu sezonu 2015/2016 wszedł w skład klubu Turn & Idrettsforeningen Viking (TIF Viking).

## Rozgrywki krajowe

### Rozgrywki ligowe
| Sezon        | 1995/1996   | 1996/1997   | 1997/1998   | 1998/1999   | 1999/2000   | 2000/2001   | 2001/2002   | 2004/2005   | 2005/2006   | 2006/2007   |
| Rozgrywki    | Eliteserien | Eliteserien | Eliteserien | Eliteserien | Eliteserien | Eliteserien | Eliteserien | Eliteserien | Eliteserien | Eliteserien |
| Faza/miejsce | 2. miejsce  | 1. miejsce  | 3. miejsce  | 3. miejsce  | 1. miejsce  | 2. miejsce  | 1. miejsce  | 3. miejsce  | 1. miejsce  | 2. miejsce  |

| Sezon        | 2007/2008   | 2008/2009   | 2009/2010   |
| Rozgrywki    | Eliteserien | Eliteserien | Eliteserien |
| Faza/miejsce | 2. miejsce  | 1. miejsce  | 1. miejsce  |

### Puchar Norwegii
| Sezon        | 1991/1992 | 1993/1994 | 1994/1995 | 1996/1997  | 1997/1998  | 1998/1999  | 1999/2000 | 2001/2002  | 2004/2005  | 2005/2006  |
| Faza/miejsce | półfinał  | półfinał  | półfinał  | 2. miejsce | 2. miejsce | 2. miejsce | półfinał  | 1. miejsce | 2. miejsce | 2. miejsce |

| Sezon        | 2006/2007 | 2008/2009 | 2009/2010  |
| Faza/miejsce | półfinał  | półfinał  | 1. miejsce |

## Rozgrywki międzynarodowe

### Mistrzostwa Krajów Nordyckich
| Sezon        | 2008/2009  | 2009/2010    |
| Faza/miejsce | 4. miejsce | faza grupowa |